# The golden orpheus festival '75
The golden orpheus festival '75 è un album dal vivo di Al Bano e altri artisti pubblicato nel 1975 in Bulgaria. È stato stampato solo in vinile. Contiene nel primo lato 6 canzoni di Al Bano mentre sul secondo lato ci sono canzoni di altri cantanti che parteciparono al festival bulgaro che da titolo all'album.

## Tracce
Lato A
1. Io di notte (Albano Carrisi, Alessandro Colombini)
2. Mezzanotte d'amore (Albano Carrisi, Vito Pallavicini)
3. Il ragazzo che sorride (Vito Pallavicini, Mikīs Theodōrakīs)
4. La siepe (Pino Massara, Vito Pallavicini)
5. Mattino (Ruggero Leoncavallo, Vito Pallavicini)
6. 13, storia d'oggi (Albano Carrisi, Vito Pallavicini)

Lato B